# Stazione di Pozzuoli Solfatara
Pozzuoli Solfatara è una stazione della linea 2 del servizio ferroviario metropolitano di Napoli, sita nel territorio comunale di Pozzuoli. La stazione è capolinea della linea 2 insieme alla stazione di Napoli San Giovanni-Barra.

## Storia
La stazione di Pozzuoli Solfatara entrò in servizio il 20 settembre 1925, con l'attivazione della tratta metropolitana terminante a Gianturco.

## Strutture e impianti
La stazione dispone di 5 binari passanti per il traffico passeggeri, di cui 2 vengono utilizzati per i treni in transito o che effettuano solo fermata, mentre gli altri 3 vengono utilizzati per il capolinea dei treni di tipo metropolitano. Vi sono 3 banchine collegate con sottopassaggio. L'impianto è classificato da RFI nella categoria "Silver", attualmente in fase di restauro nell'ambito del progetto Pegasus . La stazione ha anche uno scalo merci non più utilizzato in quanto il servizio non viene effettuato.

## Movimento
Il movimento passeggeri è molto buono in tutte le ore del giorno. Da qui partono treni metropolitani per Napoli San Giovanni-Barra e, seppur in diverse piattaforme, vi fermano treni regionali per Napoli Campi Flegrei e Villa Literno.

## Servizi
La stazione dispone di:
- Servizi igienici
- Biglietteria automatica
- Bar
- Sottopassaggio
- Annuncio sonoro arrivo e partenza treni

## Interscambi
- Fermata autobus